# Арка Августа (Фано)
Арка Августа (итал. Arco d'Augusto) в Фано (провинция Пезаро и Урбино) — городские ворота в виде триумфальной арки с тремя сводами. Вход в город со стороны Фламиниевой дороги, являющийся одним из символов города.

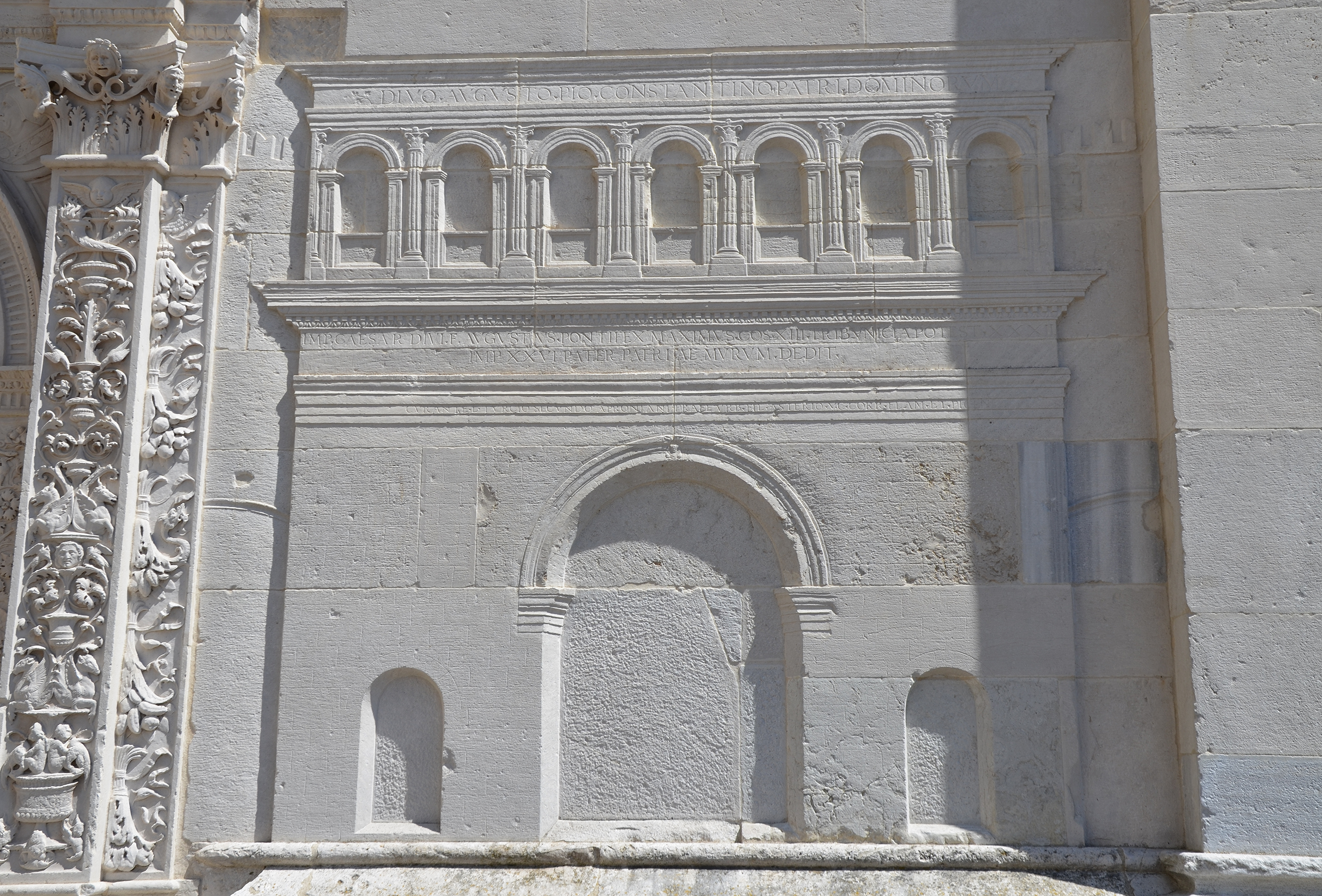
Изображение Арки Августа в барельефе фасада ближайшей церкви Святого Михаила.

Во времена Римской империи это были главные ворота Колонии Юлия Фанестриса, колонии, основанной в городе Фанум Фортуна (храм Фортуны). Построены знаменитым архитектором Витрувием по приказу императора Августа в ознаменование победы над карфагенским полководцем Гасдрубалом Барка в битве при Метауро во время Второй Пунической войны .
Предполагается, что в Фанум Фортуне существовали ещё как минимум двое других ворот: одни с южной стороны городских укреплений, другие — со стороны моря.
Построенный на месте, где Виа Фламиния подходила к оборонительным сооружениям города, памятник датируется 9 годом нашей эры, об этом свидетельствует надпись на фризе ворот, выполненная позолоченными буквами. Надпись сообщает:

IMP. CAESAR DIVI F. AVGVSTVS PONTIFEX MAXIMVS COS. XIII TRIBVNICIA POTESTATE XXXII IMP. XXVI PATER PATRIAE MVRVM DEDIT

Император Цезарь Август, сын Юлия Цезаря, Понтифик Максимус, Консул Рима 13 раз, 32 раза трибун, провозглашенный императором 26 раз, Отец отечества, дарит эту стену
Позже арка была переосвящена императором Константином I с новой надписью на аттике, ныне утраченной, но более ранняя надпись при этом не была стерта.
В 1463 году во время осады города с целью изгнания его сеньора Сигизмондо Пандольфо Малатесты артиллерия Федерико да Монтефельтро разрушила аттик арки. Фрагменты арки были повторно использованы при строительстве прилегающей церкви и лоджии Святого Михаила. Оригинальный облик ворот был при этом изображён на ренессансном барельефе, высеченном на фасаде церкви.

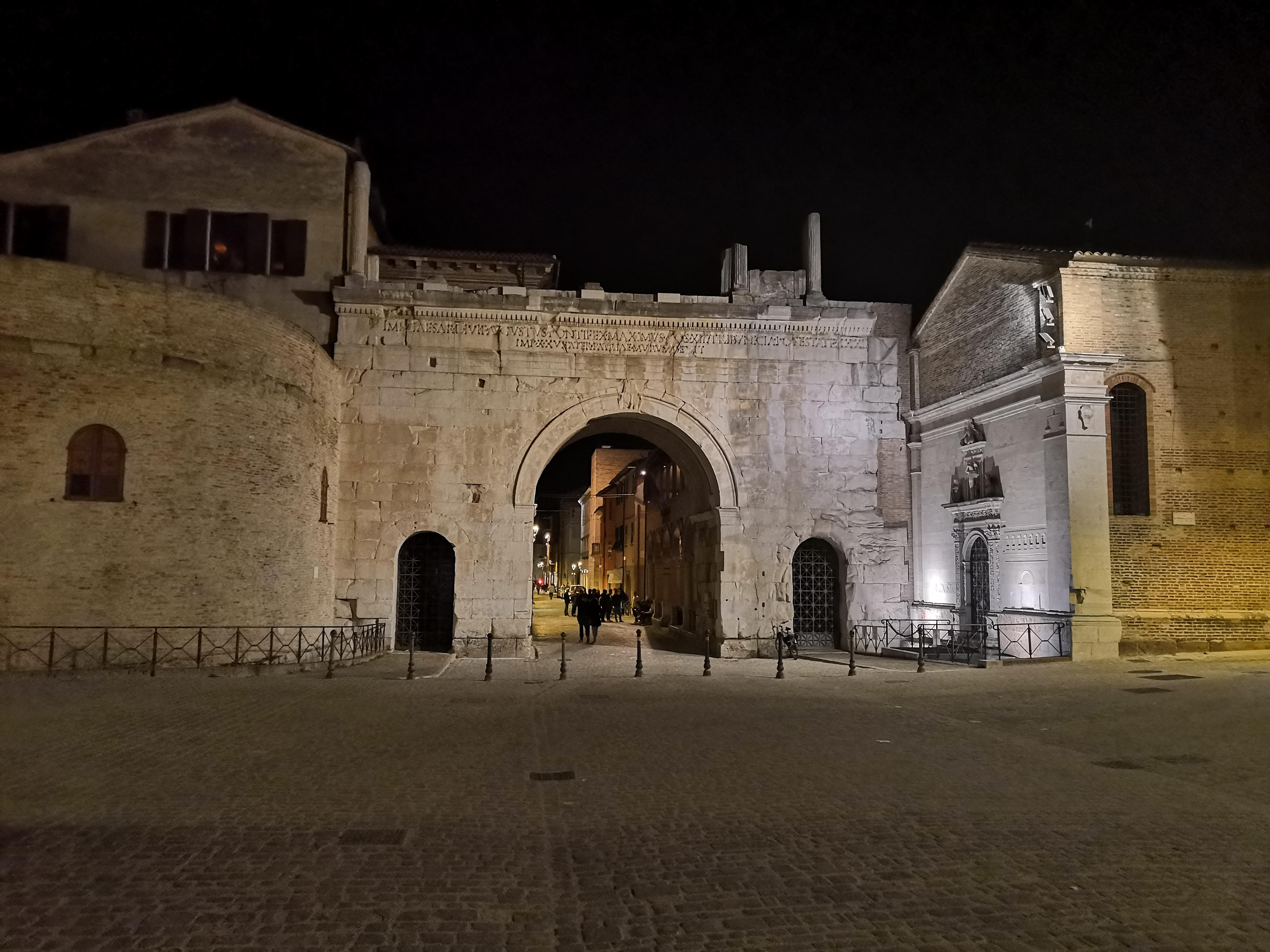
Арка Августа ночью

Памятник состоит из двух небольших боковых арок и значительно более крупной центральной арки; замковый камень последней украшен изображением животного, уже неузнаваемого, но, скорее всего, изображавшего слона. Поверх основных ворот располагался большой, ныне утерянный, аттик с коринфским псевдопортиком, в котором было семь арочных окон, разделенных восемью псевдоколоннами. Весь памятник имеет много стилистического сходства с воротами Августа в Спелло, Аосте и особенно с воротами Аутона в Провансе.